# Borgosatollo
Borgosatollo ist eine norditalienische Gemeinde (comune) mit 9079 Einwohnern (Stand 31. Dezember 2023) in der Provinz Brescia in der Lombardei. Die Gemeinde liegt etwa 6 Kilometer südsüdöstlich von Brescia.

## Geschichte
Die Ursprünge der Siedlung gehen in das achte Jahrhundert nach Christus zurück.

## Verkehr
Borgosatollo liegt zwischen den Autostrade A21 (Brescia – Piacenza – Alessandria – Asti – Turin) und A4 (Turin – Mailand – Bergamo – Verona – Mestre/Venedig – Triest).